# José Luis Viñuela Díaz
José Luis Viñuela Díaz (Don Benito, Badajoz, 21 de mayo de 1947) es un político español. Fue alcalde de Don Benito desde 1987 hasta 1991 por el Partido Socialista Obrero Español (PSOE).

## Biografía
Hijo de Eladio, un brillante médico forense salmantino que dejó huella en los dombenitenses de la posguerra, y Marina Díaz, de Ibahernando. Es el quinto de seis hermanos. Hizo Ingeniería Técnico Agrícola. Desde 1979 aparece vinculado a Feval, de la que era comisario general. En 1983 recibió el premio Liderman-82 a la mejor labor en la organización de ferias de muestras.
En un principio estuvo afiliado al partido político Unión de Centro Democrático, desde donde consiguió ser Concejal en el Ayuntamiento de Don Benito durante la legislatura 1979-1983. En junio de 1987 se afila al Partido Socialista Obrero Español, concretamente en la Agrupación Local de Don Benito. El 30 de junio de 1987, tras ganar las Elecciones Municipales del mismo año, toma posesión como Alcalde-Presidente del Ilmo. Ayuntamiento de Don Benito. Ha sido dieciséis años diputado en la Asamblea de Extremadura (1995-2011).

## Cargos desempeñados
- Director general de FEVAL (1979-2011).
- Concejal del Ilmo. Ayuntamiento de Don Benito (UCD) (1979-1983).
- Diputado Provincial (UCD) (1979-1983).
- Diputado Provincial (PSOE) (1987-1991).
- Alcalde de Don Benito (PSOE) (1987-1991).
- Diputado de la Asamblea de Extremadura (1995-2011).